# إمامزادغان جعفر وهاشم
إمامزادغان جعفر وهاشم (بالإنجليزية: Emamzadegan-e Jafar va Hashem)‏ هي قرية تقع في قسم كناررودخانه الريفي (مقاطعة غلبايغان) في إيران.